# 上津貫駅
上津貫駅（かみつぬきえき）は、かつて鹿児島県加世田市（現・南さつま市）にあった鹿児島交通枕崎線（南薩鉄道）の駅（廃駅）である。

## 歴史
- 1931年（昭和6年）3月10日：枕崎線の枕崎延伸と同時に開業。
- 1984年（昭和59年）3月17日：同線廃線と共に廃止。

## 駅構造
地上駅であった。

## 廃止後の現状
2009年（平成21年）5月現在、上津貫バス停になっており「エアポートリムジン」と「なんてつ号」が停車する。飲料の自動販売機が設置されている。

## 隣の駅
鹿児島交通（南薩鉄道）
枕崎線
津貫駅 - 上津貫駅 - 薩摩久木野駅